# Tobias Schimon
Tobias „Tobi“ Schimon (* 23. Mai 1985 in Nürnberg) ist ein deutscher Moderator, Sportkommentator und Journalist.

## Leben
Schimon wurde am 23. Mai 1985 in Nürnberg geboren. Er besuchte von 2005 an die TU München, die er 2012 mit dem Diplom in Sportwissenschaft verließ. Anfang Juni 2006 bis zum Ende des Monats arbeitete er als freier Mitarbeiter bei der tz-München. Danach hatte er eine Beschäftigung bei München TV als Aufnahmeleiter und Redakteur, sowie bei Sky Deutschland, damals noch Premiere. Später führte ihn sein beruflicher Werdegang über die Stationen ran, Antenne Bayern und der Rückkehr zu München TV zu Sport1. Dort absolvierte er zwischen März 2010 und Juni 2010 ein Praktikum. Bis zum Sommer 2013 arbeitete er dort als freier Journalist in den Bereichen Fußball, Basketball und Motorsport.
Ab 2011 hatte er eine kurze Moderationstätigkeit in der Morningshow bei Radio 2Day. Gemeinsam mit Steffi Brungs moderierte er ab April 2013 die Quizshow Sieg‘ oder flieg‘. Der Kandidat bekam Fragen gestellt, während er auf einem Laufband laufen musste. Das „Laufband-Quiz“ wurde allerdings schnell wieder eingestellt.
Von Juni 2013 bis Ende Mai 2017 war er verantwortlicher Redakteur bei Sport1.FM, dem Sportradio von Sport1. Ende Mai 2017 stellte man das Sportradio ein. Seit Januar 2019 ist er als Sportkommentator für Eurosport und Sport1 tätig, mit dem Schwerpunkt Handball, Fußball und Motorsport. Ab der Saison 2017/18 bis zur Saison 2020/21 kommentierte er Spiele der Fußball-Bundesliga, des DFB-Pokals und der UEFA Champions League für Amazon Prime Music.
Seit Januar 2018 kommentiert er Handballspiele für die DOSB New Media GmbH, seit April 2018 kommentiert er Rennen der ADAC GT Masters, der Deutschen Formel-4-Meisterschaft und der ADAC TCR Germany Touring Car Championship. Seit 2018 arbeitet er außerdem als Freier Journalist für die ProSiebenSat.1-Media-Gruppe und ist für sportliche Berichte für Eurosport und Sport1 verantwortlich. Von 2021 bis 2022 war er als freiberuflicher Filmproduzent für Beiträge für die Sendung Aktenzeichen XY … ungelöst im ZDF tätig. Seit 2021 ist er als Dozent an der Hochschule für angewandtes Management in der Metropolregion München tätig. Seit Juli 2023 kommentiert er Spiele der Handball- und Basketballbundesliga für Dyn Media und ist auch für den Sender DAZN als Sportkommentator zu hören.